# Chiesa dei Santi Gervasio e Protasio (Trezzo sull'Adda)
La chiesa prepositurale dei Santi Gervasio e Protasio è la parrocchiale di Trezzo sull'Adda, in città metropolitana ed arcidiocesi di Milano; fa parte del decanato di Trezzo sull'Adda, che segue, anziché il rito ambrosiano, quello romano.

## Storia
La parrocchiale di Trezzo sull'Adda fu costruita tra il 1362 ed il 1370. Nel 1604 venne elevata al rango di pieve dall'arcivescovo Federico Borromeo. A quella data, le parrocchie del neo-costituito vicariato foraneo di Trezzo erano quelle di Basiano, Busnago, Concesa, Colnago, Cornate, Grezzago, Pozzo d'Adda, Trezzano Rosa, Vaprio d'Adda. Nel 1609 l'edificio venne ampliato.
Nei primi anni del Novecento fu ricostruita in stile neomedioevale la facciata su progetto di Gaetano Moretti. Moretti progettò anche il campanile con le medesime caratteristiche neomedioevali, eretto tra il 1907 ed il 1910. Nel 1992 la chiesa fu nuovamente ristrutturata.